# Charlotte Mühe
Charlotte „Lotte“ Mühe (ur. 24 stycznia 1910 w Uelzen, zm. 10 stycznia 1981 w Magdeburgu) – niemiecka pływaczka. Brązowa medalistka olimpijska z Amsterdamu.
Zawody w 1928 były jej jedynymi igrzyskami olimpijskimi. Brązowy medal zdobyła na dystansie 200 metrów stylem klasycznym. Na tym samym dystansie była druga w 1927 na mistrzostwach Europy.